# 艾利森山大學
艾利森山大学（或稱蒙特埃里森大学）是一所坐落于加拿大东部新不伦瑞克省和新斯科舍省交界处萨克威尔镇的公立文理学院型大学，临近蒙克顿市。该校创建于1839年，多次在加拿大麦克林杂志基础本科类院校中排名第一 。

## 简史
艾利森山大学的起源可以追溯到1839年一个由当地商人查尔斯·艾利森创立的文理学院，1854年该校又成立了女子学院。1858年，新不伦瑞克省政府正式授予该校颁发本科学位的资格，艾利森山学院于1859年正式成立。大学于1875年成为加拿大第一所授予女性学生学位的院校。校刊"The Argosy"创立于1872年，是全加拿大历史最悠久的学生出版物之一。截至2013年，该校有54位毕业生成为罗德学者。加拿大广播公司著名主持人彼得·曼斯布里奇在退休前曾为大学校监。

## 基本信息
目前该校占地约77英亩，在校学生约有2,200名，设立人文学院(Faculty of Arts)、理学院(Faculty of Science)和社会科学院(Faculty of Social Science)，提供文学士、理学士、商学士、艺术学士和音乐学士五类学士学位，以及生物和化学专业的理学硕士学位，
艾利森山大学是加拿大大西洋地区的主要高等院校之一，近年有批评认为该校在学生就业准备方面的指导较差。美术、航空和认知科学是艾利森山大学的特色专业，该校与蒙克顿飞行学院共同授予航空科学学士。该校也与加拿大东部的其它三所文理学院阿卡迪亚大学、主教大学、圣弗朗西斯·格扎维埃大学合称枫叶大学联盟。

## 知名人物
- 卡思伯特·塞巴斯蒂安爵士，外科医生，1954年获理学士学位，曾任加勒比海国家圣基茨和尼维斯联邦总督。[18]

- 詹姆斯·B·萨姆纳博士，美国化学家，1946年诺贝尔化学奖得主，1911-1912年在艾利森山大学任教。[19]

- 乔治·斯坦利（英语：George Stanley）博士，加拿大历史学家，加拿大国旗的设计者，1969-1975年在艾利森山大学担任历史学教授，去世后亦被葬在大学所在的萨克威尔镇。

- 华莱士·麦凯恩（英语：Wallace McCain），1951年获文学士学位，加拿大麦凯恩食品公司的创始人，位列福布斯富豪榜加拿大第13位。

- 约翰·瑞尔顿（英语：John Reardon），加拿大演员，2010年于迪士尼出品的科幻电影<<创：战纪>>中饰演年轻的凯文·费林。

- 伊恩·哈诺曼辛（英语：Ian Hanomansing），加拿大著名媒体人，加拿大广播公司电视节目主持人。